# Немецкая колонизация Америки
Немецкая колонизация Америки — немецкие попытки образования зависимых колоний в Венесуэле и на Тобаго, а также иные попытки основать закрытые немецкие поселения на американском континенте. Немецкие поселения, в которых отчасти до сегодняшних дней говорят на немецком языке, существуют во многих государствах Северной и Южной Америки.

## Колонии

### Колония Вельзеров в Венесуэле
В 1528 году габсбургский король Карл V отдал Венесуэлу в залог банкирскому роду Вельзеров. Ими был создан план колонизации и назначен немецкий губернатор Амброзиус Эингер. В том же году он отправился из Севильи вместе с 281 поселенцами в Новый Свет. В Санто-Доминго от них отделилась группа из 50 человек, направившаяся в Санта-Марту, где был убит губернатор и пошатнулась испанская власть. Эингер с остальными поселенцами прибыл к берегам Венесуэлы 24 февраля 1529 года, основав город Новый Аугсбург, ныне Коро. Новая колония была названа Кляйн-Венедиг (маленькая Венеция). Началось изучение и освоение окрестных земель, подстёгиваемое поисками легендарного золотого города Эль-Дорадо.
Преемники Эингера, немецкие губернаторы Федерман, Хоэмут фон Шпайер и фон Хуттен также искали прежде всего золото. Федерман пересёк Анды и дошёл до Боготы, где начался спор с Себастьяном де Белалькасаром за бывшие владения Гонсало Хименеса де Кесады. В колонию вербовались немецкие горняки и ремесленники. Кроме того, были завезены 4 тысячи африканских рабов, трудившихся на плантациях сахарного тростника. В 1541 году усобица с испанцами настолько обострилась, что Вельзеры были лишены контроля над колонией. Многие немецкие поселенцы умерли от тропических болезней или нападений коренного индейского населения.

### Колония Бранденбурга на Сент-Томасе
С 1685 по 1693 год Бранденбургско-Африканская компания арендовала у Дании часть карибского острова Сент-Томас.

### Курляндия и Семигалия
Одновременно немецкое герцогство Курляндия и Семигалия предприняло две попытки основания колонии на Тобаго, однако оба поселения просуществовали недолго.